# Kis estifecske
A kis estifecske (Chordeiles acutipennis) a madarak (Aves) osztályának lappantyúalakúak (Caprimulgiformes) rendjébe, ezen belül a lappantyúfélék (Caprimulgidae) családjába tartozó faj.

## Rendszerezése
A fajt Johann Hermann francia ornitológus írta le 1783-ban, a Caprimulgus nembe Caprimulgus acutipennis néven.

## Alfajai
- Chordeiles acutipennis acutipennis (Hermann, 1783)
- Chordeiles acutipennis aequatorialis Chapman, 1923
- Chordeiles acutipennis crissalis A. H. Miller, 1959
- Chordeiles acutipennis exilis (R. Lesson, 1839)
- Chordeiles acutipennis littoralis Brodkorb, 1940
- Chordeiles acutipennis micromeris Oberholser, 1914
- Chordeiles acutipennis texensis Lawrence, 1857[2]

## Előfordulása
Az Amerikai Egyesült Államok délnyugati részén költ, telelni Közép-Amerikán keresztül a trópusi Dél-Amerikáig vonul.
Természetes élőhelyei a szubtrópusi vagy trópusi füves puszták és cserjések, valamint másodlagos erdők.

## Megjelenése
Testhossza 19–23 centiméter, a hím testtömege 34–62 gramm, a tojóé 34–64 gramm.

## Életmódja
Ízeltlábúakkal, többek közt tücskökkel, bogarakkal, szárnyas hangyákkal, lepkékkel, termeszekkel, szitakötőkkel, legyekkel, szúnyogokkal és rovarokkal táplálkozik.

## Szaporodása
A csupasz talajra rakja két tojását.
|  |

## Természetvédelmi helyzete
Az elterjedési területe rendkívül nagy, egyedszáma pedig növekszik. A Természetvédelmi Világszövetség Vörös listáján nem fenyegetett fajként szerepel.